# Arichanna commixta
Arichanna commixta är en fjärilsart som beskrevs av W. Warren 1893. Arichanna commixta ingår i släktet Arichanna och familjen mätare. Inga underarter finns listade i Catalogue of Life.